# ATRAL
Atral Lazio S.c.r.l., acronimo di Azienda Trasporto Autolinee Laziali, è una società privata italiana, interamente controllata da Schiaffini Travel, che gestisce alcuni servizi di trasporto pubblico locale a Ciampino e Roma. In particolare gestisce due autolinee che collegano l'aeroporto di Roma-Ciampino con lo snodo del trasporto pubblico di Anagnina e con la stazione di Ciampino (Ciampino Airlink), a cui si aggiunge un servizio navetta tra la stessa stazione e l'Università degli Studi di Roma Tor Vergata. Fino al 2018 ha gestito anche il servizio di trasporto pubblico locale e sosta tariffata nel comune di Latina.

## Storia
La società nacque il 22 giugno 2004 da un accordo tra la società pubblica regionale Cotral, che deteneva il 70% delle quote, e la società privata Schiaffini Travel, che ne deteneva il rimanente 30%, con la ragione sociale di ATRAL S.c.r.l. - Gruppo Cotral S.p.A.
Il 10 marzo 2005 la società firmò il contratto di servizio con il comune di Latina per la gestione del servizio di trasporto pubblico locale fino al 31 dicembre 2010, con modifiche ed integrazioni nel 2007 e nel 2009. Successivamente tale contratto è stato prorogato più volte fino a quando il comune non ha indetto una gara ad evidenza pubblica per l'individuazione di un successore. Nonostante i ricorsi presentati presso il tribunale amministrativo regionale del Lazio da parte di ATRAL il servizio è stato assegnato a partire dal 1º luglio 2018 alla società CSC Mobilità.
Pochi mesi prima, il 1º febbraio 2018, il socio di maggioranza Cotral portò a compimento la dismissione delle quote di partecipazione nel capitale aziendale, cedute a Schiaffini che ne è diventato socio unico.
Il 15 aprile 2019, in accordo con Aeroporti di Roma e Trenitalia, inaugurò il Ciampino Airlink, un servizio integrato che prevede una linea autobus di collegamento tra l'aeroporto di Roma-Ciampino e la stazione di Ciampino, da dove è possibile prendere il treno per raggiungere la stazione di Roma Termini. Nei primi sei mesi di servizio sarebbero stati trasportati oltre 150000 passeggeri.

## Dati societari
Si tratta di una società consortile a responsabilità limitata di diritto privato ed interamente controllata dalla società Schiaffini Travel S.p.A. in seguito alla dismissione delle quote di partecipazione detenute da Cotral nel 2018.
Ha sede legale a Roma in via Cavour, 57 mentre la sede operativa è in via dei Laghi al km 5+100, nel territorio del comune di Marino.

## Controversie
Atral ha accusato il comune di Latina di inadempienza inerenti al pagamento di un conguaglio per il servizio di trasporto pubblico locale relativo all'anno 2016. Il comune aveva inizialmente contestato che tale anno non fosse coperto dal contratto di servizio del 2005 ma dopo il pronunciamento dei giudici riconobbe all'azienda un importo di 3 932 272,86 euro, inferiore rispetto a quanto contestato dalla società. Nel 2021 il tribunale ha condannato l'ente locale a pagare un ulteriore importo di 586 000 euro cui si aggiungono 21 000 euro di spese legali.